# トリスタン・レルミット
トリスタン・レルミット（仏: Tristan l'Hermite、1601年頃 - 1655年9月7日）は、17世紀フランスの劇作家。本名、フランソワ・レルミット(François l'Hermite)。多くの貴族に仕えたが、誠実な取り扱いをしてもらえず、生涯困窮に喘いだ。その功績にもかかわらず、経済的に安定したのは死ぬまでの直近3年間のみである。ひとつのジャンルにとらわれない多様な作家であった。

## 生涯
1601年に、リモージュに近いソリエ城に生まれた。父親は由緒ある大貴族の出身で、母親も王と血縁関係のある名家出身であったが、父親が政治事件に連座して死刑判決を宣告されたこともあって、生まれたころにはすでに家は没落しかかっていた。
1604年、3歳の時に母方の祖母に連れられてパリに引っ越し、母親と別れていとこたちと暮らした。アンリ4世の下僕となり、その王子たちとともに、市井にいては学べない様々な教養を幅広く身に着けた。これは王子の教育担当官が、ユマニスムの影響を受けた教養豊かな傑物であったからで、トリスタン自身も様々な書物を読んだという。ところが13歳のころ、決闘をしてその相手を殺害したことで、宮廷にいられなくなり、イギリスへ逃げなければならなくなったという。この「決闘、相手の殺害、英国への逃亡、そして流浪の日々」は、1643年にトリスタンが刊行した自伝的小説「薄幸の下僕(Le Page Disgracie)」という書物の記述に端を発するものだが、この書物には虚偽の記述も多く、本当かどうかはわからない。少なくとも、流浪の日々を過ごしたという証拠は何一つない。
1617年頃、詩人ニコラ・サント＝マルトに出会い、彼に仕え始めた。その後、ニコラの紹介によって、ルーダンに居住していた彼の叔父セヴォル・ド・サント＝マルトに仕えた。セヴォルは詩人であり文学の碩学であったため、その蔵書は膨大であったので、司書役や朗読係を果たした。トリスタンはここでも、歴史や物理、解剖学の書物を読んで教養を深め、主人に報いるために詩作に励んだ。この時の経験が、後に詩人となるための基礎固めとなった。2年近くセヴォル・ド・サント＝マルトに仕えた後、ヴィラール＝モンプザ侯爵に秘書官、朗読係として雇用された。。
1620年に国王ルイ13世の延臣の従者に選ばれたため、1621年から1年の間、ユグノーの反乱の鎮圧作戦に従軍した。ところが、モントーバン攻囲戦において高熱を発し、幻聴や幻覚に悩まされ、3か月近く床に伏した。このときの錯乱体験が、後の作品に活かされることとなった。すでにこのころ、詩才やエスプリに富んだ精神で貴族たちの関心を集めていたし、すでに武勇で忠誠を示すとか、出世できる時代ではなくなっていたため、この戦争を経験したことが、彼に文学者として生きていく決心を固めさせた。ちょうどこの戦争に従軍したあたりから、かねてより自分の先祖だと考えていた15世紀の政治家、トリスタン・レルミットの名を名乗り始めた。
1622年から、王弟ガストン・ドルレアンに仕え始めた。トリスタンは王弟の行くところにはどこへでも付き添い、彼やその側近たちとワインや博打に熱中したという。1627年のラ・ロシェル攻囲戦に従軍した。1628年には詩を出版し、王弟に献呈した。1632年には王弟が、その母マリー・ド・メディシスとリシュリュー枢機卿の失脚を企んでラングドックで完敗したため、フランドルに亡命せざるを得なくなったが、トリスタンはこの亡命にも付き従った。1634年には王弟の命令を受けて、イギリスへ赴いている。このイギリス滞在の際、シェイクスピアを見た可能性があるとも考えられたが、極めて短期間の滞在であったため、事実とは考えられていない。同年、イギリスから戻った後、王弟が国王ルイ13世と和解したため、フランスへ帰国した。ところが王弟は自らの領地ブロワの居城に引きこもってしまったため、新たな庇護者を探さなければならなくなった。王弟は側近や配下たちへの配慮を考えない人物であったため、トリスタン自身も経済的に極めて困窮しており、おまけに肺結核を罹患して時々発作に襲われる始末であった。
1636年からパリに定着するとともに、文学、演劇界に出入りするようになり、モデーヌ伯爵夫妻のサロンの常連となって彼らの庇護を獲得した。当時、モデーヌ伯爵の公認の愛人であった女優マドレーヌ・ベジャールともこの時知り合ったようである。その後弟がマドレーヌの叔母と結婚したのをきっかけに、ベジャール家との付き合いが始まった。マレー劇場の座長であった人気俳優モンドリー(Montdory)と懇意になったのもこのころで、彼に依頼されて悲劇『マリヤンヌ(La Mariane))』『パンテ(Panthée)』を制作した。この当時は人気が悲喜劇から悲劇に移る過渡期であり、悲劇を書くことはまさに流行に乗った行為であった。『マリヤンヌ』はモンドリーの名演技のおかげで、大成功を収めたが、『パンテ』はモンドリーが亡くなった為、さほど成功しなかった。トリスタンはこの2作品で、英雄の夢や孤独を中心に描いて独自性を打ち出したが、この後しばらく演劇界から遠ざかった。
1640年にガストン・ドルレアンの庇護下に再び入ったが、仕え始めた20年前と相も変わらず貧しく、経済状態が改善されなかったため、1642年に彼のもとを去り、貴族や裕福な役人に庇護を求めた。トリスタンの手になる、ガストン・ドルレアンに不満を表す詩が遺されているが、それによれば彼の不興を買ったらしい。と同時に、詩中では彼に仕えた15年間は全くの無駄だったのではないかと嘆いてもいる。
同じ頃、トリスタンは悲劇を離れて、当時流行していた新しいジャンル、詩集、書簡集、小説に挑戦し始めた。1638年に『恋愛詩集(Les Amours)』、1641年に『七弦琴詩集(La Lyre)』、1642年に『雑書簡集(Letters méslées)』、1643年に『薄幸の下僕(Le Page Disgracie)』を出版した。『薄幸の下僕』は彼の自伝的小説であるが、先述したように虚偽の出来事も混ぜ込んで語られている。最後は自分が出会った社会の人々への嫌悪感を明らかにして、貴族との付き合いなどもうごめんだと登場人物に言わせて終えている。この主張は、現在ではトリスタン自身の本音として考えられている。
1644年に悲喜劇『賢者の狂乱(La Foile du sage)』を制作した後、2年続けて『セネクの死(La Mort de Sénéque)』『クリスプの死(La Mort de Chrispe)』を制作し、再び悲劇に転じた。両方ともモリエールとマドレーヌ・ベジャールが旗揚げした劇団「盛名座」で上演されたようで、特に『セネクの死』は彼らのデビュー公演で上演され、それなりに成功したようだが、あまり上演されなかった。ちなみにこの後、数百年間埋もれたままでいたが、1984年に発掘され、コメディー・フランセーズで上演されている。『クリスプの死』も大成功は収められなかったが、当時悲劇で有名だったブルゴーニュ劇場のレパートリーに加えられたほか、南フランス巡業を終えてパリに戻ったモリエールが再演した記録が残っている。
1645年には、サン＝テニャン公爵から大きな援助を獲得したほか、ショーヌ公爵夫人の家に出入りする騎士(Chevalier d'honneur)となったが、ショーヌ公爵がパリを離れて地方へ出向することになったため、病気を理由にパリにとどまり、早くも庇護を失った。翌年にギーズ公の庇護下に入ることに成功したものの、今度はギーズ公がローマ教皇のもとへ結婚の取り消しを認めてもらいに旅立ってしまったため、ほぼ収入がなくなり、ひたすら家に閉じこもって『聖少女への祈り(L'office de la sainte Vierge)』『オスマン(Osman)』の制作に没頭していたという。ここに来て突然キリスト教を扱った『聖少女への祈り』を執筆しているが、この時期ルイ13世の政策によって聖母マリア信仰が流行していたため、今回もその流行に乗ったまでであろう。突然何らかの理由で、キリスト教に興味を示しだしたのかもしれない。『オスマン』は彼の最後の悲劇である。この作品についてはほとんど遺された資料に言及がないため、上演すらされなかった可能性がある。この頃もトリスタンは貧乏であったので、出版費用を調達できず、なおかつフロンドの乱の勃発による政情不安などもあって出版が忘れ去られてしまったと考える研究者もいる。この作品はトリスタンの死後、弟子であったフィリップ・キノーによってビュッシー・ラビュタン伯爵に献呈されている。
1648年にフロンドの乱が勃発した。この反乱の間、トリスタンは国王派と貴族派の両者とも適切な距離を保ちつつ、相変わらず庇護者探しに走り回っていた。肺結核を患っていたにもかかわらず、クリスティーナ女王の庇護を求めてスウェーデンに赴くことさえも考えたらしい。こうした努力の結果、大法官セギエを庇護者として獲得し、彼の推薦でアカデミー・フランセーズの会員に選出された。すでに多くの実績があったトリスタンにしてみれば、遅きに失した選出でもあったが、一応は満足していたようである。しかし庇護者を得ても、経済状態は一向に改善されなかったが、1652年にパリに戻ってきたギーズ公の庇護下に再び入ったことでようやく経済的に安定した。
こうして経済的な安定を獲得したトリスタンは、金銭目当ての作品を制作する必要がなくなり、当時全く忘れられていたパストラル(田園劇)と喜劇の制作に乗り出し、『アマリリス(Amarllis)』、『寄食者(Le Parasite)』の2作品を執筆した。特に『アマリリス』において、パストラルを復活させた功績は極めて大きく、フィリップ・キノー、ガブリエル・ジルベール、ジャン・ドノー・ド・ヴィゼ、モリエールらがこれに続いてパストラルを執筆し、ジャンルとして大きな進歩を遂げた。
1655年9月7日、長らく苦しんでいた肺結核のために死去した。道半ばにしての病死である。生涯独身で、子供もいなかった。

## 著作
- 海 - La Mer (1628年)
- アカントの嘆き - Les Plaintes d'Achante (1633年)
- マリヤンヌ - La Mariane (1636年)
- パンテ - Panthée (1637年)
- 恋愛詩集 - Les Amours (1638年)
- 七弦琴詩集 - La Lyre (1641年)
- 雑書簡集 - Letters méslées (1642年)
- 薄幸の下僕 - Le Page Disgracie (1643年)
- 賢者の狂乱 - La Foile du sage (1644年)
- セネクの死 - La Mort de Sénéque (1644年)
- クリスプの死 - La Mort de Chrispe (1644年)
- 聖少女への祈り - L'office de la sainte Vierge (1645年)
- オスマン - Osman (1645年)
- 良き品行の教理 - La Doctrine des moeurs (1646年) 巻頭詩のみ
- 偽ヴェルギリウス - Le Virgile travesti (1647年) 巻頭詩のみ
- ビュルレスクな試行によるパリスの審判 - Le jugement de Paris en vers burlesque (1648年) 巻頭詩のみ
- 英雄詩集 - Les Vers heroiques (1648年)
- アマリリス - Amarllis (1652年)
- 寄食者 - Le Parasite (1653年)